# Nati nel 1637
| Questa pagina contiene informazioni ricavate automaticamente dalle voci biografiche con l'ausilio del template Bio e di un bot. L'aggiornamento è periodico e automatico e ricostruisce completamente la pagina. Se manca una persona in questa lista, sei pregato di non aggiungerla, ma accertati piuttosto che la sua voce biografica contenga il template Bio e che i dati anagrafici siano correttamente compilati. Se il template Bio manca, inseriscilo tu stesso o, in alternativa, metti l'avviso {{tmp\|Bio}} che ne segnala la mancanza. Se i dati riportati sono sbagliati, correggi direttamente la voce biografica; le modifiche saranno visibili in questa lista entro pochi giorni. Per chiarimenti vedi il progetto biografie. La lista contiene solo le 76 persone che sono citate nell'enciclopedia e per le quali è stato implementato correttamente il template Bio. Pagina aggiornata al 18 mag 2025. |

## Gennaio(4)
- 14 gennaio - Jacob Breyne, botanico tedesco († 1697)
- 14 gennaio - Mattia de Rossi, ingegnere e architetto italiano († 1695)
- 17 gennaio - Giacomo Spinelli, presbitero, scrittore e economista italiano († 1710)
- 18 gennaio - Manuel Fernández de Santa Cruz, vescovo cattolico spagnolo († 1699)

## Febbraio(2)
- 10 febbraio - Enrichetta Caterina d'Orange, principessa († 1708)
- 12 febbraio - Jan Swammerdam, biologo e entomologo olandese († 1680)

## Marzo(4)
- 5 marzo - Jan van der Heyden, pittore olandese († 1712)
- 12 marzo - Anna Hyde, nobile britannica († 1671)
- 17 marzo - Anna Stuart, nobile britannica († 1640)
- 30 marzo - Samuel Pitiscus, umanista olandese († 1727)

## Aprile(2)
- 2 aprile - Pietro Lion, vescovo cattolico italiano († 1697)
- 19 aprile - Lorenzo Onofrio Colonna, VIII principe di Paliano, nobile italiano († 1689)

## Maggio(4)
- 13 maggio - Diacinto Cestoni, naturalista italiano († 1718)
- 13 maggio - Eremya Çelebi Kömürciyan, poeta, tipografo e storico armeno († 1695)
- 15 maggio - Valentin Heins, matematico tedesco († 1704)
- 18 maggio - Giovanni Monevi, pittore italiano († 1714)

## Giugno(5)
- 1º giugno - Jacques Marquette, gesuita, missionario e esploratore francese († 1675)
- 16 giugno - Giovanni Paolo Colonna, compositore e organista italiano († 1695)
- 22 giugno - Cristiano II del Palatinato-Zweibrücken-Birkenfeld, duca tedesco († 1717)
- 25 giugno - Christophe Veyrier, scultore francese († 1689)
- 29 giugno - Luca Pertusati, I conte di Castelferro, nobile e politico italiano († 1718)

## Luglio(1)
- 14 luglio - Ferdinand Bonaventura I von Harrach, nobile, diplomatico e politico austriaco († 1706)

## Agosto(1)
- 19 agosto - Emilia Giuliana di Barby-Muehlingen, compositrice tedesca († 1706)

## Settembre(4)
- 1º settembre - Nicolas de Catinat de La Fauconnerie, generale francese († 1712)
- 3 settembre - Caterina Farnese, religiosa italiana († 1684)
- 12 settembre - Claude Lefèbvre, pittore francese († 1675)
- 26 settembre - Sébastien Leclerc, pittore e incisore francese († 1714)

## Ottobre(5)
- 1º ottobre - Giovanni Marracci, pittore e disegnatore italiano († 1704)
- 2 ottobre - Adriano, arcivescovo ortodosso russo († 1700)
- 3 ottobre - Charles Démia, presbitero francese († 1689)
- 6 ottobre - George Gordon, I conte di Aberdeen, nobile scozzese († 1720)
- 18 ottobre - Felice Viali, botanico, letterato e abate italiano († 1722)

## Novembre(4)
- 4 novembre - Juan Francisco de la Cerda, nobile e politico spagnolo († 1691)
- 25 novembre - Armand de Gramont, nobiluomo francese († 1673)
- 26 novembre - Antonio Carneo, pittore italiano († 1692)
- 30 novembre - Louis-Sébastien Le Nain de Tillemont, storico francese († 1698)

## Dicembre(9)
- 3 dicembre - Leone Strozzi, abate e arcivescovo cattolico italiano († 1703)
- 6 dicembre - Edmund Andros, politico inglese († 1714)
- 7 dicembre - William Burke, VII conte di Clanricarde, militare irlandese († 1687)
- 7 dicembre - Bernardo Pasquini, compositore, clavicembalista e organista italiano († 1710)
- 10 dicembre - Jacques-René Brisay de Denonville, militare e funzionario francese († 1710)
- 12 dicembre - Cesare Gennari, pittore italiano († 1688)
- 13 dicembre - Lorenzo Magalotti, scienziato, letterato e diplomatico italiano († 1712)
- 14 dicembre - Niccolò Berrettoni, pittore italiano († 1682)
- 24 dicembre - Pierre Jurieu, teologo e politico francese († 1713)

## Senza giorno specificato(31)
- Johannes van der Aack, pittore olandese († 1682)
- Filippo Acciaiuoli, poeta e librettista italiano († 1700)
- Carlo Francesco Airoldi, arcivescovo cattolico, diplomatico e nobile italiano († 1683)
- Nicola Barbioni, architetto italiano († 1688)
- Beata Elisabet von Königsmarck, nobildonna svedese († 1723)
- Abraham Begeyn, pittore olandese († 1697)
- Giuseppe Berneri, poeta e commediografo italiano († 1701)
- Sigismondo Caula, pittore italiano († 1724)
- Andrea Celesti, pittore italiano († 1712)
- Mateo Cerezo, pittore spagnolo († 1666)
- Bartolomeo Dal Pozzo, storico italiano († 1722)
- Dietrich Buxtehude, compositore e organista tedesco († 1707)
- William Douglas, I duca di Queensberry, politico scozzese († 1695)
- Giovanni Grancino, liutaio italiano
- Nicolas Gribelin, orologiaio francese († 1719)
- Köprülü Fazıl Mustafa Pascià, militare ottomano († 1691)
- Pietro Lucatelli, pittore italiano († 1710)
- Giovanni Luca Lucci, pittore italiano († 1740)
- Anna Maria Martinozzi, nobildonna italiana († 1672)
- Felice Antonia Miradori, pittrice italiana
- Richard Morton, medico inglese († 1698)
- Pieter Mulier, pittore olandese († 1701)
- Bartolomeo Nappini, poeta e presbitero italiano († 1717)
- Giovanni Maria Pagliardi, compositore italiano († 1702)
- Francesco Piacenza, cartografo, giurista e scacchista italiano († 1687)
- John Plessington, presbitero inglese († 1679)
- Samuel Ricard, giurista francese († 1717)
- Mary Rowlandson, scrittrice britannica († 1711)
- Kazimierz Jan Sapieha, nobile e ufficiale polacco († 1720)
- Henry Sutton, britannico († 1665)
- Carlo Vigarani, architetto, ingegnere e scenografo italiano († 1713)